# Serques
Serques (flämisch: Zegerke) ist eine französische Gemeinde mit 1.178 Einwohnern (Stand: 1. Januar 2022). Sie gehört zur Region Hauts-de-France, zum Département Nord, zum Arrondissement Saint-Omer und zum Kanton Saint-Omer.

## Geographie
Serques liegt etwa acht Kilometer nordnordwestlich von Saint-Omer an der kanalisierten Aa und grenzt an Houlle im Nordwesten und Norden, Watten im Norden und Nordosten, Saint-Momelin im Nordosten und Osten, Saint-Omer im Südosten und Süden, Tilques im Süden, Zudausques und Moringhem im Südwesten sowie Moulle im Westen. Die Gemeinde ist Teil des Regionalen Naturparks Caps et Marais d’Opale.

## Bevölkerungsentwicklung
| Jahr                       | 1962 | 1968 | 1975 | 1982 | 1990 | 1999 | 2006 | 2013 |
| -------------------------- | ---- | ---- | ---- | ---- | ---- | ---- | ---- | ---- |
| Einwohner                  | 827  | 755  | 735  | 707  | 893  | 1034 | 1095 | 1121 |
| Quellen: Cassini und INSEE |      |      |      |      |      |      |      |      |

## Sehenswürdigkeiten
- Kirche Saint-Omer aus dem 18. Jahrhundert

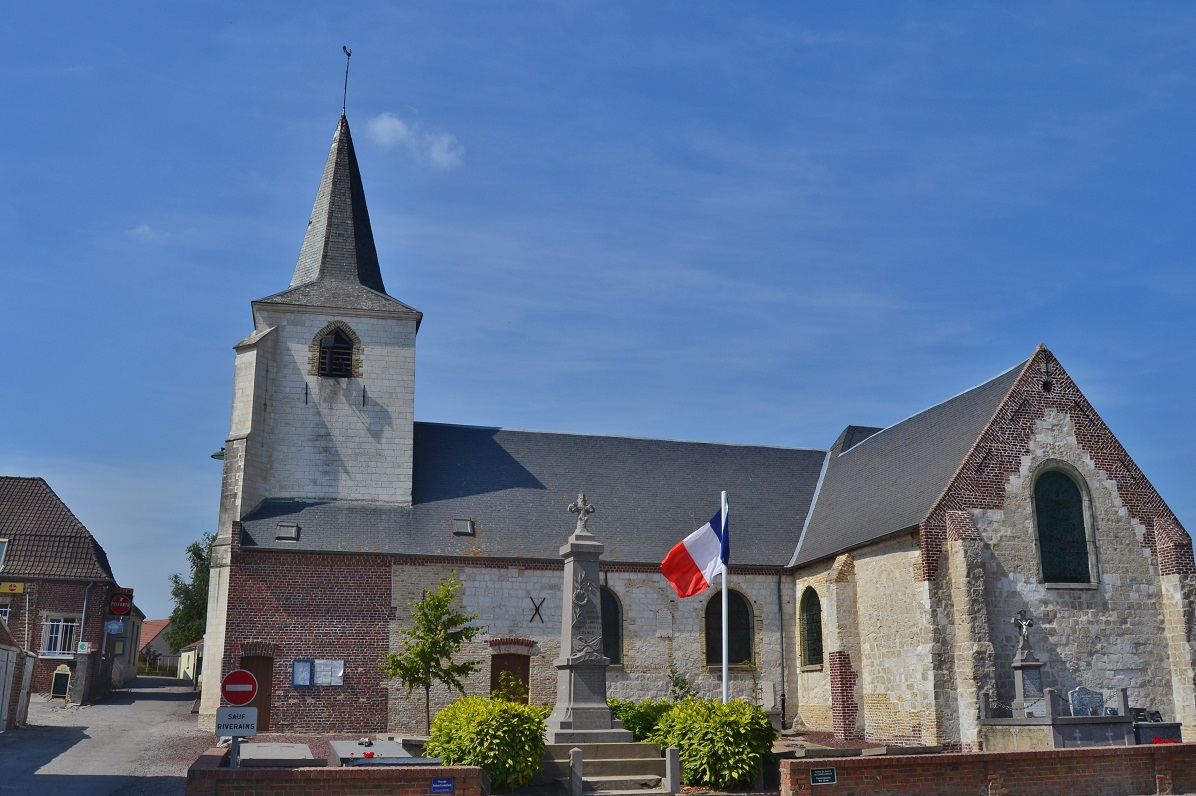
Kirche Saint-Omer

- Reste einer Windmühle

## Persönlichkeiten
- Pierre-Marie Carré (* 1947), Erzbischof von Albi (2000–2010) und Montpellier (ab 2011)